# کیزرت (شهرستان یومگل)
کیزرت (به لاتین: Kyzart) یک منطقهٔ مسکونی در قرقیزستان است که در شهرستان یومگل واقع شده‌است. کیزرت ۱٬۲۲۹ نفر جمعیت دارد.